# Cristopher Mansilla Almonacid
Cristopher Javier Mansilla Almonacid (Punta Arenas, 24 de maig del 1990 – 10 de maig de 2021) fou un ciclista xilè que combinava tant la ruta com la pista. Des del 2016 militava a l'equip Start Vaxes. Els seus principals resultats els va aconseguir en els Campionats Panamericans en pista. Morí d'una trombosi pulmonar derivada de la COVID-19.
El seu germà Luis també s'ha dedicat al ciclisme.

## Palmarès en pista
- 2008
  - 1r als Campionats Panamericans en Velocitat per equips
- 2011
  - 1r als Campionats Panamericans en Madison (amb Antonio Cabrera)
- 2012
  - 1r als Campionats Panamericans en Madison (amb Antonio Cabrera)

## Palmarès en ruta
- 2011
  - Vencedor d'una etapa a la Volta a Xile
- 2012
  - Vencedor d'una etapa a la Volta a Xile
- 2013
  - Vencedor de 2 etapes a la Rutes d'Amèrica
- 2015
  - Vencedor d'una etapa a la Doble Bragado
  - Vencedor de 2 etapes a la Volta a Mendoza
- 2016
  - Vencedor d'una etapa a la Doble Bragado